# زیروفیتا
 زیروفیتا(نام علمی: Xerophyta) نام یک سرده از راسته سوسن‌سانان است.